# Hendrick Willemszoon van Vliet
Hendrick Willemszoon van Vliet, född i Delft, död där senast 1650, var en holländsk målare. Han var son till Willem van der Vliet.
van Vliet blev 1632 medlem av stadens målargille. Honom tillskrivs Den gamle soldaten, signerad "H. van der Vliet anno 1647" (i Köpenhamn), och Sömmerska, signerad "H. van der Vliet 1650" (i Berlin), men dessa verk kan även ha utförts av hans mer kände kusin Hendrik Corneliszoon van Vliet.